# Bătălia de la Leuthen
În Bătălia de la Leuthen sau Lissa, dată la 5 decembrie 1757, armata prusacă a lui Frederick cel Mare a profitat de trăsăturile terenului și a manevrat în așa fel încât a obținut o victorie împotriva unei armate austriece mult mai mari condusă de Carol al Lorenei, asigurând astfel controlul prusac asupra Sileziei în timpul Războiului de Șapte Ani.

## Context
În vreme ce Frederick cel Mare era în campanie în centrul Germaniei și învingea o armată combinată franco-imperială în bătălia de la Rossbach, austriecii reușiseră să recucerească încet-încet Silezia. Frederick a sosit la 28 noiembrie și a găsit principalul oraș al Sileziei, Breslau, căzut în mâinile austriecilor. El a sosit lângă Leuthen (Lutynia) și a găsit acolo o armată de două ori mai mare ca a sa. El și-a dat seama că fie va obține o mare victorie, fie va suferi o înfrângere grea. Comandanții armatei austriece discutaseră înainte dacă să plece sau nu din Breslau pentru a-l întâmpina pe Frederick, iar principele Carol al Lorenei a câștigat disputa. Vremea era cețoasă, și întreaga zonă fusese teren de pregătire a armatei prusace, așa că Frederick cel Mare știa foarte bine terenul.

## Diversiunea
Frederick a mărșăluit direct către armata austriacă centrată la Leuthen, frontul întinzându-se pe 6 kilometri, fiind mai mare decât se practica la acea vreme. Până la Războaiele Napoleoniene, armatele europene erau mici din mai multe motive: boli, calitatea hranei și a medicamentelor, iar conceptul de levée en masse nu fusese încă introdus. Armata austriacă era întinsă pe o distanță atât de mare pentru a împiedica flancarea ei de către Frederick, întrucât se știa că aceasta este tactica sa favorită, dar întinderea aceasta a fost o mare greșeală. Frederick și-a pus cavaleria să lanseze un asalt către Borna ca diversiune, în fața flancului drept austriac, lăsând impresia că este vârful de lance al unui atac pe flancul drept. Frederick și-a mutat disciplinatele unități de infanterie către flancul stâng austriac în coloane.

## Manevre
Infanteria s-a îndreptat către sud, nevăzută de austrieci, în spatele unei linii de dealuri scunde. Principele Carol Alexandru al Lorenei, deși aflat în turla bisericii din Leuthen, nu putea vedea nimic și a răspuns mutându-și rezervele către flancul drept. Armata prusacă a părut că a dispărut pur și simplu, iar austriecii au crezut că ea doar s-a retras. Dar când capetele celor două coloane prusace au trecut pe lângă flancul stâng austriac, ele au mers și mai departe. Atunci, la comandă, plutoanele coloanelor au virat la stânga la Lobetinz, și întreaga armată prusacă s-a așezat în linie de luptă aproape în unghi drept față de flancul stâng al pozițiilor austriece. Prusacii efectuaseră o manevră cu toată armata pentru a ataca inamicul în flanc. Aceasta este adesea comparată cu tactica folosită de Epaminondas împotriva spartanilor la bătălia de la Leuctra în 371 î.e.n., deși atacul prin flanc a fost realizat prin dispoziția forțelor, și nu prin mișcare.
În epoca tacticilor liniare, ca și în zilele lui Epaminondas, o asemenea manevră de flancare poate fi mortală pentru victimă. Cei mai slabi soldați ai armatei austriece fuseseră puși pe flancul stâng într-o poziție apărată de dealuri.

## Prăbușirea austriecilor
Infanteria prusacă, dispusă în cele două linii convenționale de bătălie, a înaintat apoi și a împins flancul austriac. Frederick a avut mult noroc atunci; nu numai ca principele Carol și-a mutat cavaleria din stânga în dreapta, dar infanteria rămasă pe stânga era formată din soldați protestanți din Wurttemberg care simpatizau cu prusacii protestanți. După ce au tras câteva salve, aceștia au rupt rândurile în fața liniei prusace care înainta. Restul infanteriei austriece de pe stânga lor, atacată cu artilerie prusacă cu proiectile de 6 kg, a rupt și ea rapid rândurile. Carol a adus rapid trupe din dreapta în stânga, formând în grabă o linie de-a lungul satului Leuthen (fostul centru austriac). Austriecii au încercat cu disperare să se realinieze, dar întrucât linia lor era atât de lungă, a durat o oră și jumătate până când soldații de pe flancul drept au ocupat noile poziții. Lunga linie prusacă nu s-a oprit din înaintare, atacând Leuthenul cu artilerie. Hotărâții prusaci, în patruzeci de minute, au ocupat satul în timp ce artileriile celor două armate trăgeau una în cealaltă. Acum, cavaleria austriacă, văzând linia prusacă expusă, s-a grăbit să o atace în flanc și să câștige bătălia. Din păcate pentru ei, cavaleria prusacă i-a interceptat într-o șarjă devastatoare, care a înaintat până în spatele liniei austriece de dincolo de Leuthen, producând haos și confuzie. Linia austriacă s-a rupt; bătălia a durat puțin mai mult de trei ore.

## Urmări
Cheia victoriei în această bătălie au fost manevrele operaționale dinaintea ei. Frederick cel Mare a reușit să-și ascundă intențiile, să aibă parte de elementul surpriză, și a dat o mare lovitură în cel mai slab punct al dușmanului său, tactică ce amintește de Bewegungskrieg, sau Blitzkrieg. Austriecii s-au retras în Boemia, lăsând Silezia prusacilor. A fost cea mai măreață victorie a lui Frederick cel Mare, și a arătat din nou lumii superioritatea infanteriei prusace din acea vreme. La scurt timp, Maria Terezia a cerut demisia principelui Carol, cumnatul ei.